# Bürgerschaftswahl in Bremen 2019
- Linke: 10
- SPD: 23
- Grüne: 16
- FDP: 5
- CDU: 24
- BIW: 1
- AfD: 5

Die Wahl zur 20. Bremischen Bürgerschaft der Freien Hansestadt Bremen fand am 26. Mai 2019 parallel zur Europawahl statt. Gleichzeitig wurden die Bremerhavener Stadtverordnetenversammlung und die Beiräte der Stadt Bremen neu gewählt. 
Zum ersten Male wurde 2019 in der Bremischen Bürgerschaft die CDU stärkste Partei, aber die SPD regierte weiterhin mit den Grünen und zudem erstmals auch mit den Linken, somit „rot-grün-rot“.

## Wahlsystem

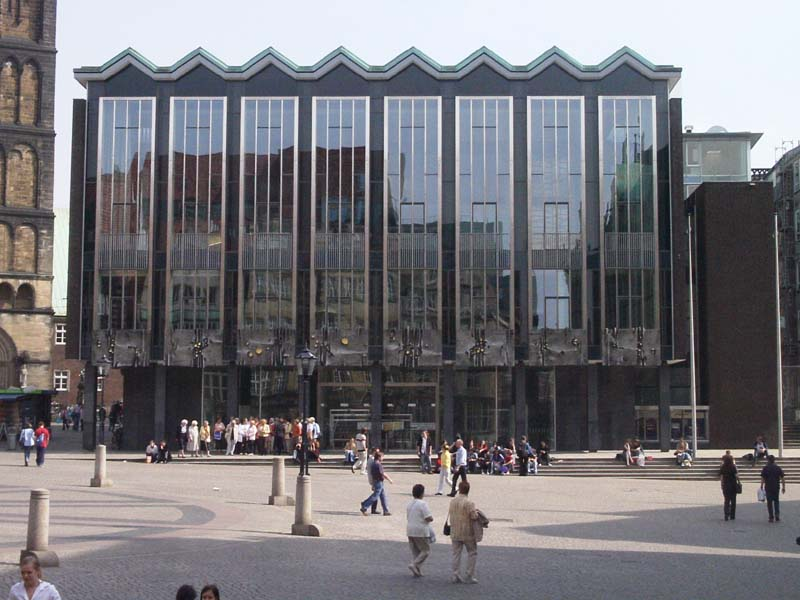
Die Bremische Bürgerschaft

Die Städte Bremen und Bremerhaven bilden zwei getrennte Wahlbereiche mit verschiedenen Wahllisten und separater Anwendung der Fünf-Prozent-Hürde. Seit 2011 gilt in Bremen ein Wahlsystem, bei dem jeder Wahlberechtigte fünf Stimmen auf Listen bzw. darin enthaltene Bewerber verteilen (kumulieren und panaschieren) kann.
Durch Gesetz vom 27. Februar 2018 (Brem. GBl. S. 34) wurde die Zahl der zu wählenden Abgeordneten im Wahlbereich Bremen um eins auf 69 und in der Bürgerschaft insgesamt auf 84 erhöht. Zugleich wurde die Zuteilung der Sitze innerhalb der Listen geändert, sodass es für Bewerber auf hinteren Listenplätzen schwieriger wird, einen Sitz zu erhalten.

## Ausgangslage und Kandidaturen

### Zuvor in der Bürgerschaft vertretene Parteien
Von den 83 Abgeordneten kamen 68 aus Bremen und 15 aus Bremerhaven.
Sitzverteilung zum Zeitpunkt der Wahl:
| Partei / Fraktion | Partei / Fraktion                           | Kurzbezeichnung | Sitze   |
| ----------------- | ------------------------------------------- | --------------- | ------- |
|                   | Sozialdemokratische Partei Deutschlands     | SPD             | 031 1 2 |
|                   | Christlich Demokratische Union Deutschlands | CDU             | 20      |
|                   | Bündnis 90/Die Grünen                       | GRÜNE           | 12      |
|                   | Die Linke                                   | DIE LINKE       | 08      |
|                   | Freie Demokratische Partei                  | FDP             | 06      |
|                   | Bürger in Wut                               | BIW             | 03      |
|                   | Alternative für Deutschland                 | AfD             | 01      |
|                   | Liberal-Konservative Reformer 3             | LKR             | 01      |
|                   | Sonstige 3                                  | Sonstige 3      | 01 2    |

### Spitzenkandidaten für das Wahlgebiet Stadt Bremen

Spitzenkandidaten der in der Bürgerschaft vertretenen Parteien
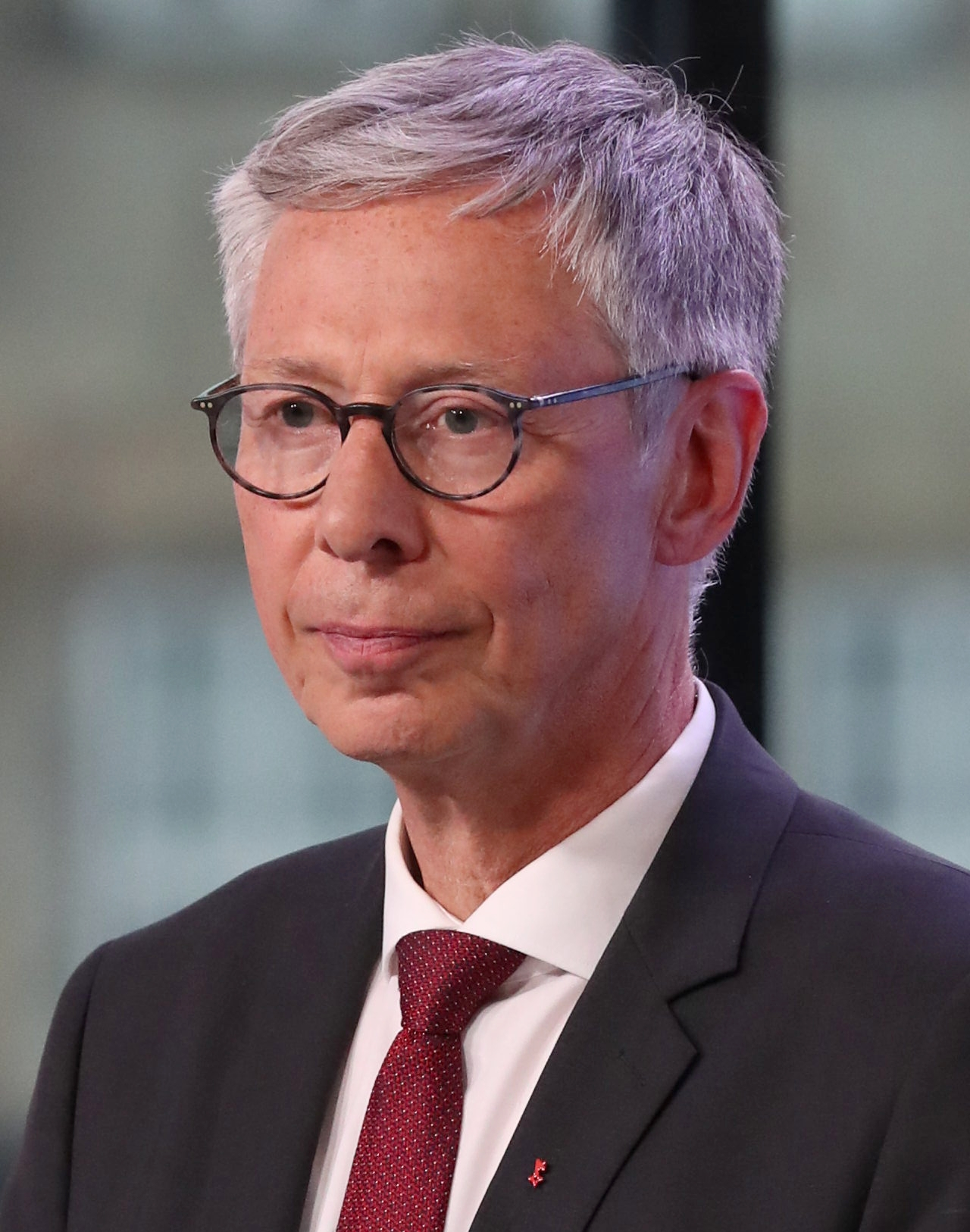
Carsten Sieling (SPD)
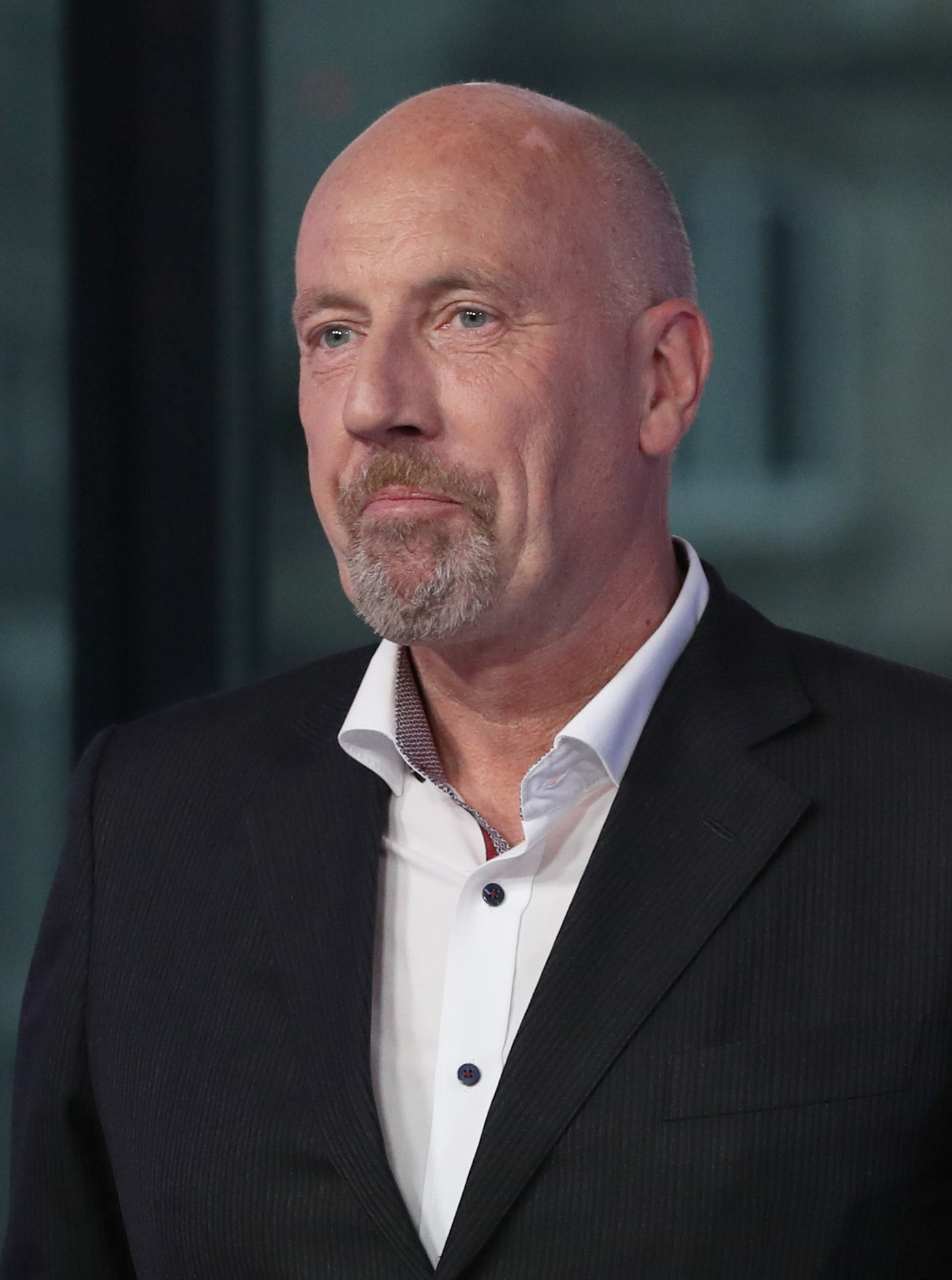
Carsten Meyer-Heder (CDU)
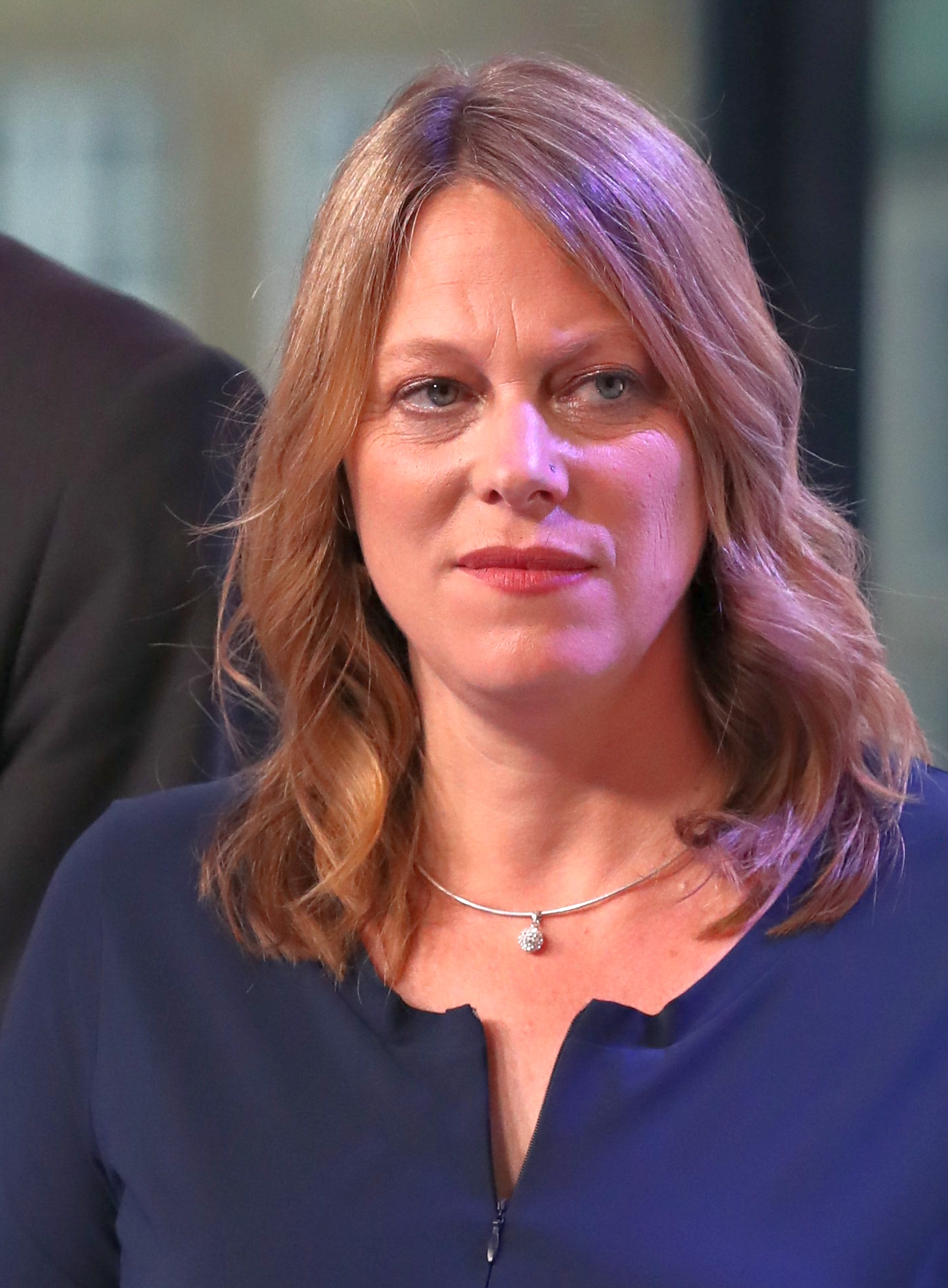
Maike Schaefer (Grüne)
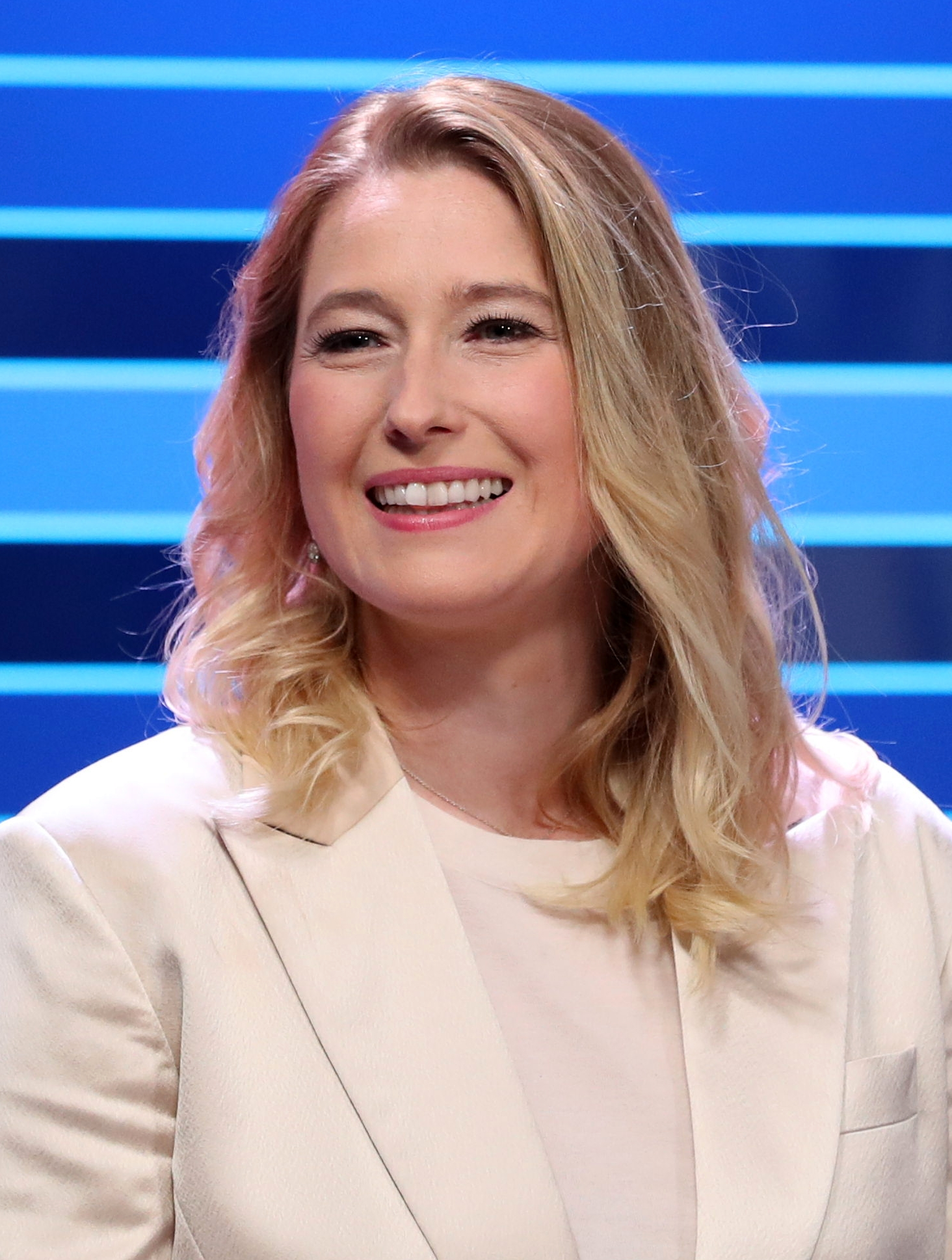
Lencke Wischhusen (FDP)
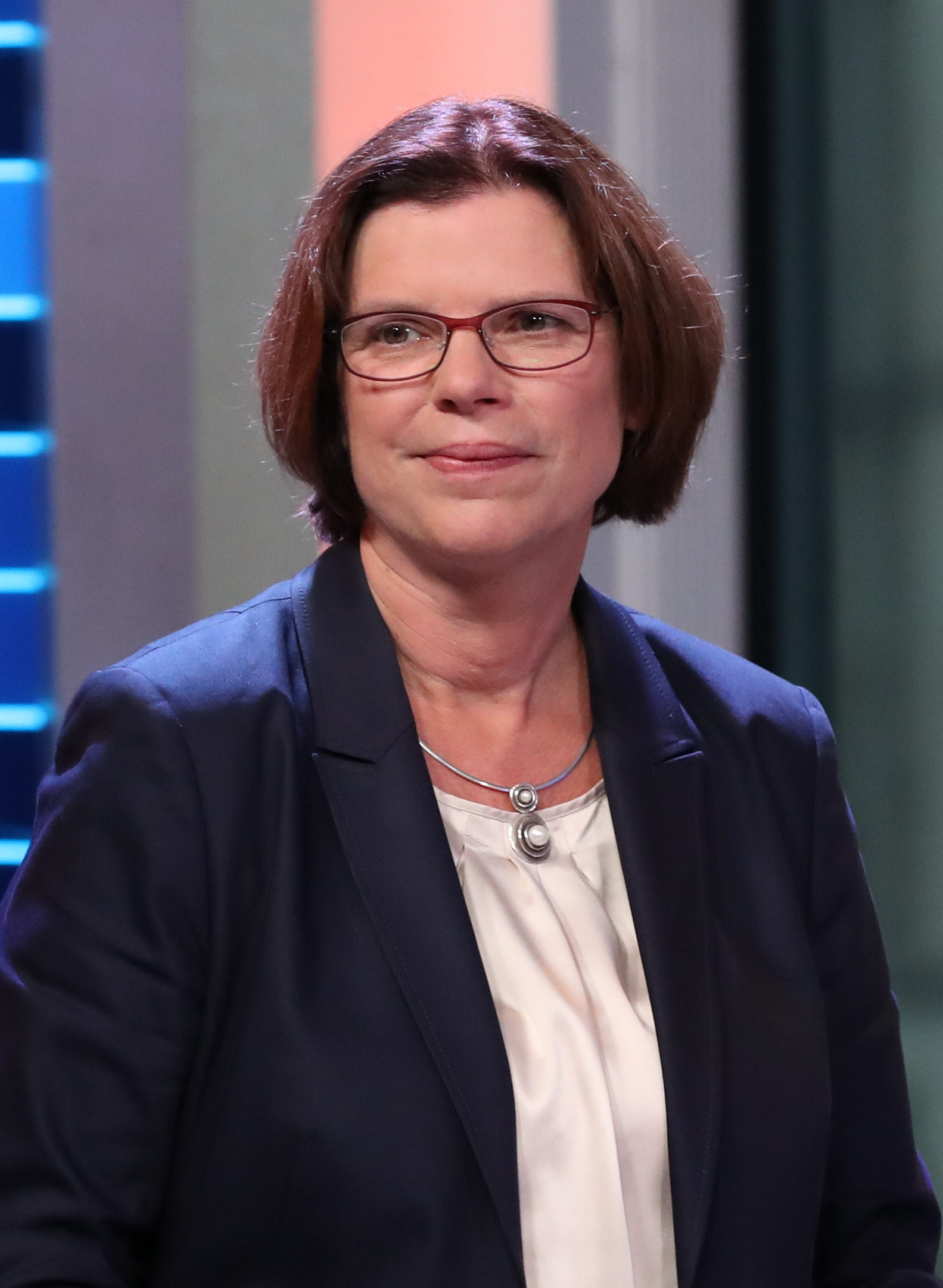
Kristina Vogt (LINKE)
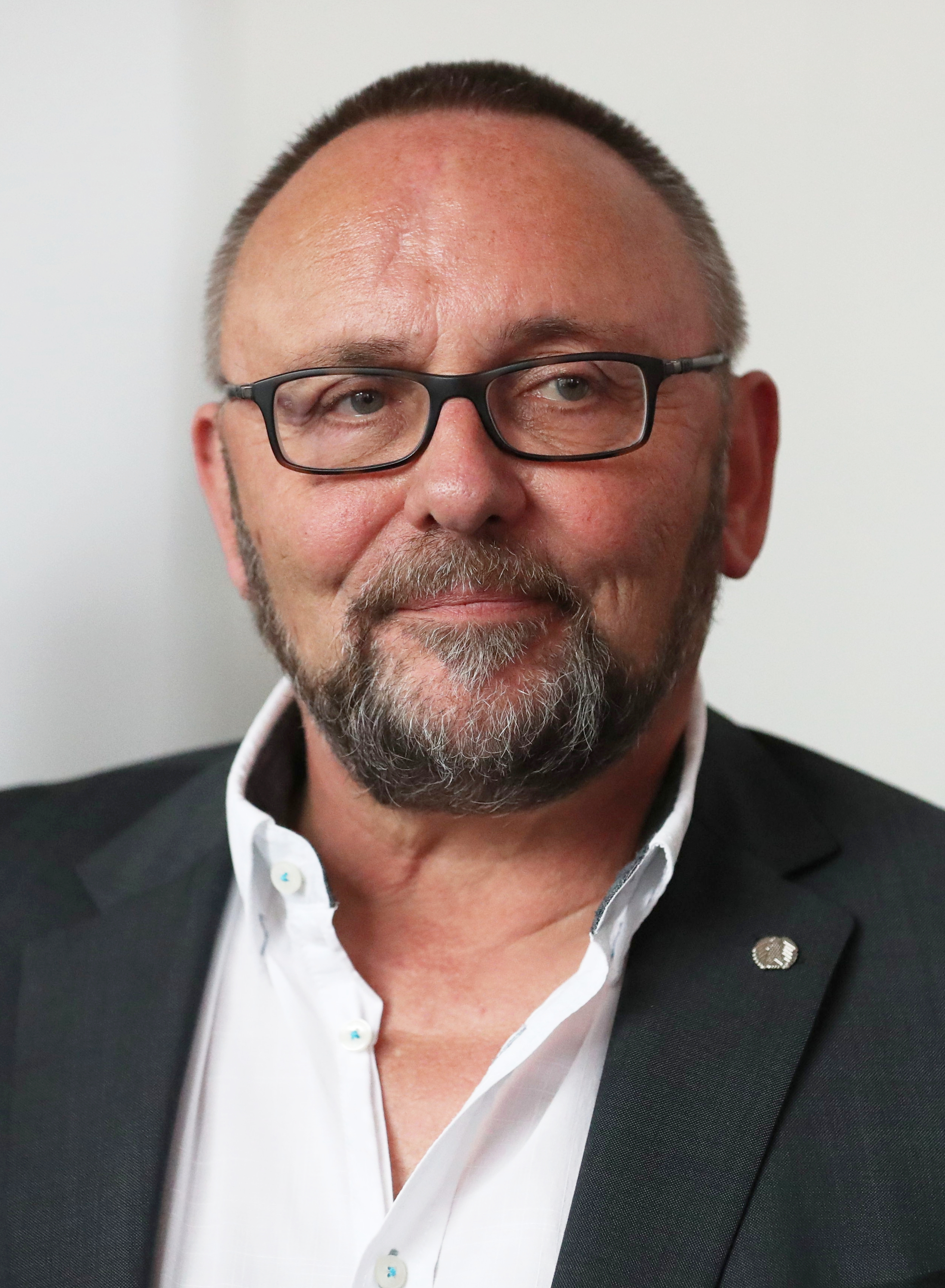
Frank Magnitz (AfD)
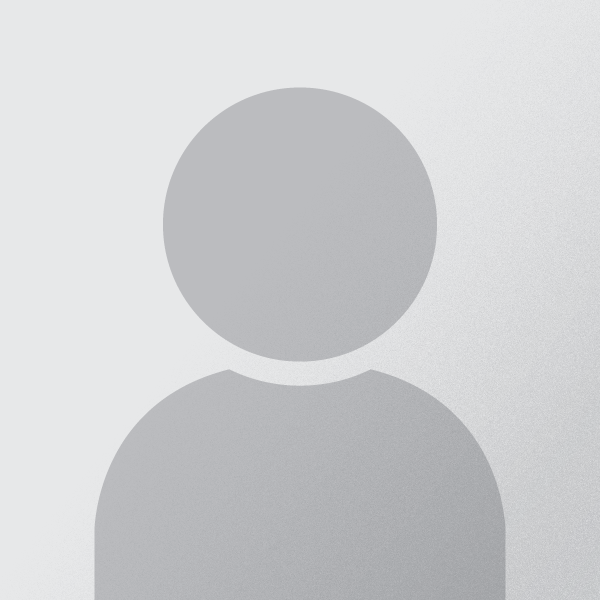
Hinrich Lührssen (BIW)

### Listen

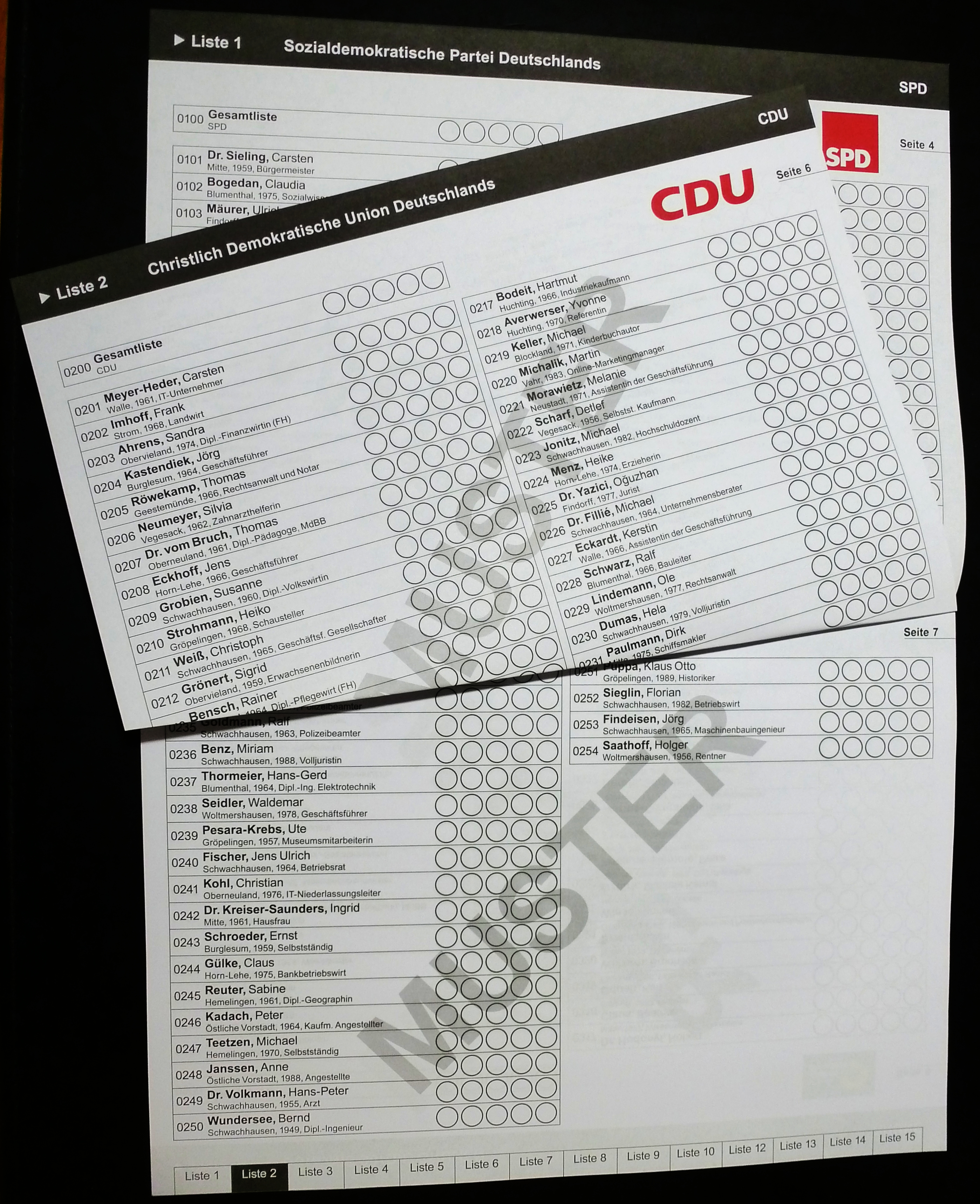
Der „Stimmzettel“ zur Bremischen Bürgerschaft 2019 ist im Wahlbereich Bremen ein DIN-A4-Heft im Querformat mit 20 genutzten Seiten.

Listen waren spätestens am 18. März 2019 einzureichen. Parteien und Wählervereinigungen, die nicht im Deutschen Bundestag oder in der Bürgerschaft aufgrund eigener Wahlvorschläge ununterbrochen seit der letzten Wahl vertreten waren, mussten ihre Beteiligung bis zum 18. Februar 2019 beim Landeswahlleiter anzeigen und ihre Eigenschaft als Partei oder Wählervereinigung nachweisen. Sie mussten außerdem für ihre Listen Unterstützungsunterschriften von einem Tausendstel der Wahlberechtigten des Wahlbereichs einreichen. Die Listen folgender Parteien und Wählervereinigungen wurden zugelassen (in der Reihenfolge auf den Stimmzetteln):
- SPD
- CDU
- Grüne
- Die Linke
- FDP
- AfD
- BIW
- Die PARTEI (nicht in Bremerhaven)
- Piraten
- BGE (nicht in Bremerhaven)
- Die Rechte (nur in Bremerhaven)
- Freie Wähler
- Menschliche Welt (nicht in Bremerhaven)
- Die Humanisten (nicht in Bremerhaven)
- V-Partei³ (nicht in Bremerhaven)
- Willkommen in der Realität (WIR) (nur in Bremerhaven)

### Koalitionsaussagen
Die SPD schloss eine Koalition mit der CDU und der FDP neun Tage vor der Wahl grundsätzlich aus, womit eine rot-grün-rote Koalition im Hinblick auf die damaligen Umfragewerte die einzige Machtoption der Sozialdemokraten blieb. Die Grünen legten sich auf keine bevorzugte Koalition fest.

### Verlauf

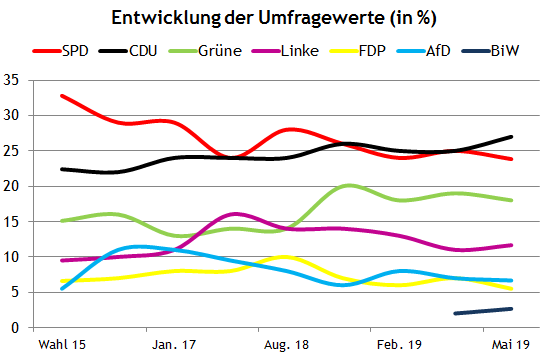
Verlauf der Umfragen von der Wahl 2015 bis zum 23. Mai 2019

## Umfragen

### Sonntagsfragen zur Bürgerschaftswahl
| Institut                | Datum      | SPD    | CDU    | GRÜNE  | LINKE | FDP   | AfD   | BIW   | Sonst. |
| ----------------------- | ---------- | ------ | ------ | ------ | ----- | ----- | ----- | ----- | ------ |
| Forschungsgruppe Wahlen | 23.05.2019 | 24,5 % | 26 %   | 18 %   | 12 %  | 5 %   | 7 %   | 3 %   | 4,5 %  |
| INSA                    | 21.05.2019 | 23 %   | 28 %   | 18 %   | 11 %  | 6 %   | 6 %   | 2 %   | 6 %    |
| Infratest dimap         | 16.05.2019 | 24 %   | 27 %   | 18 %   | 12 %  | 5 %   | 6 %   | 3 %   | 5 %    |
| Forschungsgruppe Wahlen | 16.05.2019 | 24,5 % | 26 %   | 18 %   | 12 %  | 5,5 % | 8 %   | 3 %   | 3 %    |
| Infratest dimap         | 07.05.2019 | 25 %   | 26 %   | 18 %   | 12 %  | 6 %   | 8 %   | –     | 5 %    |
| INSA                    | 02.04.2019 | 25 %   | 25 %   | 19 %   | 11 %  | 7 %   | 7 %   | 2 %   | 4 %    |
| Infratest dimap         | 07.02.2019 | 24 %   | 25 %   | 18 %   | 13 %  | 6 %   | 8 %   | –     | 6 %    |
| FGW Telefonfeld         | 10.09.2018 | 26 %   | 26 %   | 20 %   | 12 %  | 7 %   | 6 %   | –     | 3 %    |
| pollytix                | 03.08.2018 | 28 %   | 24 %   | 14 %   | 14 %  | 10 %  | 8 %   | –     | 2 %    |
| INSA                    | 28.05.2018 | 22 %   | 24 %   | 14 %   | 17 %  | 9 %   | 10 %  | –     | 4 %    |
| Infratest dimap         | 01.05.2018 | 26 %   | 24 %   | 14 %   | 15 %  | 7 %   | 9 %   | –     | 5 %    |
| Infratest dimap         | 19.01.2017 | 29 %   | 24 %   | 13 %   | 11 %  | 8 %   | 11 %  | –     | 4 %    |
| Infratest dimap         | 10.05.2016 | 29 %   | 22 %   | 16 %   | 10 %  | 7 %   | 11 %  | –     | 5 %    |
| Bürgerschaftswahl 2015  | 15.05.2015 | 32,8 % | 22,4 % | 15,1 % | 9,5 % | 6,6 % | 5,5 % | 3,2 % | 4,9 %  |

### Hypothetische Direktwahl Bürgermeister
| Institut                | Datum      | Carsten Sieling (SPD) | Carsten Meyer-Heder (CDU) | keiner der Abgefragten | „Kandidat(en) unbekannt“ |
| ----------------------- | ---------- | --------------------- | ------------------------- | ---------------------- | ------------------------ |
| Forschungsgruppe Wahlen | 26.05.2019 | 45 %                  | 34 %                      | –                      | –                        |
| Infratest dimap         | 26.05.2019 | 42 %                  | 36 %                      | –                      | –                        |
| Forschungsgruppe Wahlen | 23.05.2019 | 43 %                  | 31 %                      | 10 %                   | 16 %                     |
| Infratest dimap         | 16.05.2019 | 42 %                  | 28 %                      | 16 %                   | 1 %                      |
| Forschungsgruppe Wahlen | 16.05.2019 | 42 %                  | 29 %                      | 10 %                   | 19 %                     |
| Infratest dimap         | 07.05.2019 | 39 %                  | 31 %                      | 15 %                   | 3 %                      |

## Ergebnis
| Mögliche Koalition               | Sitze |
| -------------------------------- | ----- |
| Sitze gesamt                     | 84    |
| Absolute Mehrheit (ab 43 Sitzen) |       |
| SPD, Grüne, Linke                | 49    |
| CDU, SPD                         | 47    |
| CDU, Grüne, FDP                  | 45    |
| SPD, Grüne, FDP                  | 44    |

Das erste Mal seit dem Zweiten Weltkrieg hatte die SPD die relative Mehrheit der Stimmen verloren und die CDU wurde stärkste Partei in der Hansestadt. Allerdings einigten sich SPD, Grüne und Linke auf einen Koalitionsvertrag, sodass die SPD weiterhin den Bremer Bürgermeister stellen konnte. Das Bündnis bedeutet die erstmalige Regierungsbeteiligung der Linken in einem westdeutschen Bundesland.
Nachdem der bisherige Bürgermeister und Spitzenkandidat der SPD, Carsten Sieling, seinen Rücktritt angekündigt hatte, wurde Andreas Bovenschulte am 15. August 2019 zu dessen Nachfolger gewählt.

### Land Bremen gesamt
| Partei                | Partei                                      | Kurzform              | Stimmen   | Stimmen | Stimmen | Sitze  | Sitze       | Sitze  | Sitze |
| Partei                | Partei                                      | Kurzform              | Anzahl    | %       | +/−     | Bremen | Bremerhaven | Gesamt | +/−   |
| --------------------- | ------------------------------------------- | --------------------- | --------- | ------- | ------- | ------ | ----------- | ------ | ----- |
|                       | Christlich Demokratische Union Deutschlands | CDU                   | 391.709   | 26,7    | +4,2    | 20     | 4           | 24     | +4    |
|                       | Sozialdemokratische Partei Deutschlands     | SPD                   | 366.375   | 24,9    | −7,9    | 19     | 4           | 23     | −7    |
|                       | Bündnis 90/Die Grünen                       | Grüne                 | 256.181   | 17,4    | +2.3    | 13     | 3           | 16     | +2    |
|                       | Die Linke                                   | Linke                 | 166.378   | 11,3    | +1,8    | 9      | 1           | 10     | +2    |
|                       | Alternative für Deutschland                 | AfD                   | 89.939    | 6,1     | +0,6    | 4      | 1           | 5      | +1    |
|                       | Freie Demokratische Partei                  | FDP                   | 87.420    | 5,9     | −0,6    | 4      | 1           | 5      | −1    |
|                       | Bürger in Wut                               | BIW                   | 35.808    | 2,4     | −0,8    | 0      | 1           | 1      | 0     |
|                       | Die PARTEI                                  | PARTEI                | 24.433    | 1,7     | −0,2    | 0      | —           | 0      | 0     |
|                       | Freie Wähler                                | FW                    | 14.205    | 1,0     | neu     | 0      | 0           | 0      | neu   |
|                       | Piratenpartei                               | Piraten               | 14.143    | 1,0     | −0,5    | 0      | 0           | 0      | 0     |
|                       | Partei der Humanisten                       | Die Humanisten        | 6.655     | 0,5     | neu     | 0      | —           | 0      | neu   |
|                       | Bündnis Grundeinkommen                      | BGE                   | 5.970     | 0,4     | neu     | 0      | —           | 0      | neu   |
|                       | V-Partei³                                   | V³                    | 4.277     | 0,3     | neu     | 0      | —           | 0      | neu   |
|                       | Willkommen in der Realität                  | WIR                   | 2.821     | 0,2     | neu     | —      | 0           | 0      | neu   |
|                       | Menschliche Welt                            | Menschliche Welt      | 2.565     | 0,2     | neu     | 0      | —           | 0      | neu   |
|                       | Die Rechte                                  | Rechte                | 627       | 0,0     | neu     | —      | 0           | 0      | neu   |
| Gesamt                | Gesamt                                      | Gesamt                | 1.469.506 |         |         | 69     | 15          | 84     | +1    |
| Gültige Stimmzettel   | Gültige Stimmzettel                         | Gültige Stimmzettel   | 297.553   | 97,7 %  | —       | —      | —           | —      | —     |
| Ungültige Stimmzettel | Ungültige Stimmzettel                       | Ungültige Stimmzettel | 7.073     | 2,3 %   | —       | —      | —           | —      | —     |
| Wahlbeteiligung       | Wahlbeteiligung                             | Wahlbeteiligung       | 304.626   | 64,1 %  | —       | —      | —           | —      | —     |
| Wahlberechtigte       | Wahlberechtigte                             | Wahlberechtigte       | 475.482   | 100 %   | —       | —      | —           | —      | —     |

Für die gewählten Abgeordneten siehe die Liste der Mitglieder der Bremischen Bürgerschaft (20. Wahlperiode).

### Stadt Bremen nach Stadtgebieten
| Bürgerschaftswahl 2019 – Stadt Bremen %403020100 27,23 (+5,04)24,92 (−7,72)17,56 (+1,80)11,78 (+1,84)5,98 (−0,76)5,65 (+0,06)1,93 (+0,05)1,64 (−1,08)3,32 (+1,27) CDUSPDGrüneLinkeFDPAfDPARTEIBIWSonst.20152019 | Sitzverteilung des Wahlbereiches Stadt BremenInsgesamt 69 Sitze - Linke: 9 - SPD: 19 - Grüne: 13 - FDP: 4 - CDU: 20 - AfD: 4 |

Im Folgenden sind die Ergebnisse in den einzelnen Ortsteilen aufgeführt.
| Gebiet                 | Wahl- berechtigte | Wahl beteiligung | SPD     | CDU     | Grüne   | Die Linke | FDP     | AfD     | Sonstige |
| ---------------------- | ----------------- | ---------------- | ------- | ------- | ------- | --------- | ------- | ------- | -------- |
| Stadt Bremen           | 394.110           | 66,45 %          | 24,92 % | 27,23 % | 17,56 % | 11,78 %   | 5,98 %  | 5,65 %  | 6,89 %   |
| Altstadt               | 2.467             | 65,71 %          | 18,80 % | 28,39 % | 19,73 % | 11,65 %   | 9,78 %  | 3,73 %  | 7,92 %   |
| Bahnhofsvorstadt       | 3.546             | 63,28 %          | 22,38 % | 21,11 % | 20,82 % | 14,25 %   | 6,41 %  | 4,39 %  | 10,65 %  |
| Ostertor               | 6.488             | 79,07 %          | 19,49 % | 15,43 % | 28,46 % | 25,19 %   | 3,65 %  | 1,57 %  | 6,23 %   |
| Alte Neustadt          | 5.020             | 72,29 %          | 18,83 % | 22,30 % | 22,86 % | 17,53 %   | 6,07 %  | 3,34 %  | 9,07 %   |
| Hohentor               | 3.246             | 66,33 %          | 22,10 % | 13,42 % | 24,20 % | 22,62 %   | 4,49 %  | 3,26 %  | 9,90 %   |
| Neustadt               | 5.518             | 78,51 %          | 21,95 % | 14,18 % | 28,06 % | 22,36 %   | 3,43 %  | 2,06 %  | 7,95 %   |
| Südervorstadt          | 3.799             | 74,34 %          | 23,01 % | 13,98 % | 25,96 % | 20,27 %   | 4,32 %  | 3,12 %  | 9,33 %   |
| Gartenstadt Süd        | 3.625             | 65,38 %          | 28,15 % | 21,10 % | 18,49 % | 14,44 %   | 5,36 %  | 4,94 %  | 7,52 %   |
| Buntentor              | 5.377             | 76,12 %          | 21,13 % | 15,69 % | 26,92 % | 21,72 %   | 4,35 %  | 2,12 %  | 8,09 %   |
| Neuenland              | 857               | 62,89 %          | 26,34 % | 26,92 % | 14,65 % | 11,11 %   | 8,29 %  | 5,24 %  | 7,44 %   |
| Huckelriede            | 4.879             | 67,51 %          | 24,20 % | 18,57 % | 21,77 % | 17,40 %   | 5,63 %  | 3,96 %  | 8,47 %   |
| Habenhausen            | 6.733             | 79,73 %          | 26,19 % | 40,22 % | 12,16 % | 5,37 %    | 7,62 %  | 4,02 %  | 4,42 %   |
| Arsten                 | 7.461             | 70,08 %          | 27,64 % | 34,07 % | 12,09 % | 6,38 %    | 7,70 %  | 5,95 %  | 6,15 %   |
| Kattenturm             | 7.974             | 52,95 %          | 33,69 % | 22,97 % | 11,32 % | 9,60 %    | 6,32 %  | 8,09 %  | 8,03 %   |
| Kattenesch             | 4.037             | 67,18 %          | 29,04 % | 29,35 % | 12,62 % | 7,71 %    | 6,21 %  | 7,54 %  | 7,52 %   |
| Mittelshuchting        | 6.999             | 56,57 %          | 28,99 % | 27,06 % | 11,92 % | 7,93 %    | 6,20 %  | 9,35 %  | 8,56 %   |
| Sodenmatt              | 4.443             | 49,49 %          | 31,69 % | 24,82 % | 10,00 % | 7,99 %    | 6,98 %  | 10,61 % | 7,90 %   |
| Kirchhuchting          | 5.281             | 54,42 %          | 30,16 % | 28,28 % | 11,33 % | 8,45 %    | 7,49 %  | 7,55 %  | 6,75 %   |
| Grolland               | 2.697             | 77,83 %          | 25,79 % | 33,13 % | 16,33 % | 7,91 %    | 5,96 %  | 5,32 %  | 5,58 %   |
| Woltmershausen         | 7.397             | 58,82 %          | 29,95 % | 23,27 % | 15,26 % | 10,33 %   | 5,13 %  | 6,46 %  | 9,60 %   |
| Rablinghausen          | 2.370             | 67,05 %          | 32,30 % | 29,45 % | 14,41 % | 8,06 %    | 4,44 %  | 5,21 %  | 6,12 %   |
| Seehausen              | 850               | 72,47 %          | 19,77 % | 51,72 % | 7,52 %  | 4,08 %    | 4,42 %  | 8,17 %  | 4,32 %   |
| Strom                  | 341               | 77,71 %          | 17,95 % | 56,77 % | 9,45 %  | 4,49 %    | 4,72 %  | 1,81 %  | 4,80 %   |
| Steintor               | 5.710             | 80,60 %          | 18,24 % | 10,92 % | 30,97 % | 27,06 %   | 2,97 %  | 1,55 %  | 8,30 %   |
| Fesenfeld              | 5.411             | 80,89 %          | 19,39 % | 13,88 % | 30,09 % | 25,53 %   | 3,39 %  | 1,39 %  | 6,33 %   |
| Peterswerder           | 8.074             | 80,49 %          | 21,96 % | 17,76 % | 27,59 % | 21,05 %   | 3,92 %  | 2,23 %  | 5,52 %   |
| Hulsberg               | 3.818             | 74,99 %          | 22,83 % | 18,10 % | 24,52 % | 20,25 %   | 4,51 %  | 3,21 %  | 6,57 %   |
| Neu-Schwachhausen      | 4.880             | 80,27 %          | 20,02 % | 34,05 % | 22,32 % | 8,08 %    | 8,05 %  | 2,51 %  | 4,97 %   |
| Bürgerpark             | 3.631             | 83,78 %          | 15,43 % | 37,31 % | 23,54 % | 9,99 %    | 7,83 %  | 1,75 %  | 4,14 %   |
| Barkhof                | 2.352             | 82,91 %          | 18,46 % | 28,26 % | 26,37 % | 14,65 %   | 6,25 %  | 1,47 %  | 4,55 %   |
| Riensberg              | 4.835             | 80,00 %          | 19,99 % | 33,36 % | 22,14 % | 9,92 %    | 6,65 %  | 2,73 %  | 5,22 %   |
| Radio Bremen           | 5.857             | 79,89 %          | 16,31 % | 39,75 % | 19,87 % | 9,46 %    | 8,55 %  | 2,37 %  | 3,70 %   |
| Schwachhausen          | 2.834             | 85,25 %          | 18,85 % | 33,56 % | 25,18 % | 10,56 %   | 6,25 %  | 1,51 %  | 4,08 %   |
| Gete                   | 6.293             | 84,16 %          | 18,09 % | 31,43 % | 25,76 % | 12,36 %   | 6,55 %  | 1,88 %  | 3,94 %   |
| Gartenstadt Vahr       | 5.624             | 67,30 %          | 25,53 % | 29,39 % | 14,36 % | 10,18 %   | 6,91 %  | 5,86 %  | 7,78 %   |
| Neue Vahr Nord         | 4.774             | 47,93 %          | 34,80 % | 19,51 % | 10,52 % | 8,93 %    | 4,53 %  | 10,81 % | 10,90 %  |
| Neue Vahr Südwest      | 2.915             | 52,83 %          | 33,98 % | 23,69 % | 9,39 %  | 9,79 %    | 4,28 %  | 9,94 %  | 8,94 %   |
| Neue Vahr Südost       | 4.503             | 51,05 %          | 34,45 % | 20,92 % | 9,31 %  | 8,58 %    | 4,74 %  | 11,38 % | 10,62 %  |
| Horn                   | 3.990             | 77,97 %          | 17,45 % | 43,91 % | 16,50 % | 6,42 %    | 8,90 %  | 2,93 %  | 3,90 %   |
| Lehe                   | 6.469             | 74,71 %          | 20,86 % | 28,87 % | 22,91 % | 10,50 %   | 6,94 %  | 2,97 %  | 6,95 %   |
| Lehesterdeich          | 9.160             | 73,74 %          | 22,40 % | 32,09 % | 18,42 % | 8,57 %    | 8,00 %  | 4,04 %  | 6,48 %   |
| Borgfeld               | 6.950             | 85,05 %          | 17,05 % | 43,93 % | 18,61 % | 5,06 %    | 8,71 %  | 3,09 %  | 3,53 %   |
| Oberneuland            | 10.460            | 79,53 %          | 14,59 % | 52,90 % | 11,76 % | 3,74 %    | 10,33 % | 3,83 %  | 2,86 %   |
| Ellener Feld           | 2.534             | 62,23 %          | 28,45 % | 30,49 % | 12,23 % | 7,46 %    | 6,60 %  | 8,39 %  | 6,37 %   |
| Ellenerbrok Schevemoor | 8.170             | 54,55 %          | 30,43 % | 27,63 % | 11,96 % | 7,96 %    | 6,38 %  | 8,84 %  | 6,81 %   |
| Tenever                | 5.743             | 42,63 %          | 33,63 % | 21,35 % | 9,90 %  | 12,46 %   | 4,58 %  | 10,93 % | 7,17 %   |
| Osterholz              | 4.315             | 64,40 %          | 24,96 % | 31,68 % | 12,99 % | 6,11 %    | 6,92 %  | 7,73 %  | 9,59 %   |
| Blockdiek              | 4.165             | 50,32 %          | 36,91 % | 23,47 % | 8,57 %  | 8,49 %    | 4,98 %  | 10,27 % | 7,33 %   |
| Sebaldsbrück           | 6.769             | 65,25 %          | 26,42 % | 29,80 % | 13,19 % | 9,23 %    | 6,18 %  | 7,17 %  | 8,02 %   |
| Hastedt                | 7.431             | 70,03 %          | 26,30 % | 19,93 % | 21,39 % | 15,80 %   | 5,06 %  | 3,88 %  | 7,62 %   |
| Hemelingen             | 6.240             | 53,73 %          | 28,87 % | 25,89 % | 12,17 % | 9,49 %    | 5,95 %  | 9,11 %  | 8,54 %   |
| Arbergen               | 4.547             | 68,64 %          | 28,27 % | 33,73 % | 9,32 %  | 8,03 %    | 7,55 %  | 6,71 %  | 6,38 %   |
| Mahndorf               | 4.165             | 61,92 %          | 27,65 % | 32,72 % | 10,72 % | 5,92 %    | 6,22 %  | 9,43 %  | 7,34 %   |
| Blockland              | 350               | 87,71 %          | 13,04 % | 46,72 % | 17,87 % | 5,36 %    | 10,26 % | 3,18 %  | 3,59 %   |
| Regensburger Str.      | 5.154             | 73,71 %          | 23,94 % | 16,29 % | 26,50 % | 17,54 %   | 4,28 %  | 3,52 %  | 7,93 %   |
| Findorff-Bürgerweide   | 4.965             | 72,69 %          | 23,13 % | 17,46 % | 27,12 % | 17,00 %   | 4,65 %  | 2,92 %  | 7,71 %   |
| Weidedamm              | 10.032            | 76,00 %          | 27,35 % | 25,91 % | 20,06 % | 12,28 %   | 5,51 %  | 3,67 %  | 5,23 %   |
| In den Hufen           | 161               | 48,45 %          | 38,06 % | 20,47 % | 14,44 % | 2,10 %    | 8,14 %  | 9,97 %  | 6,82 %   |
| Utbremen               | 2.108             | 60,06 %          | 31,39 % | 18,59 % | 16,84 % | 13,94 %   | 4,80 %  | 6,14 %  | 8,31 %   |
| Steffensweg            | 3.044             | 59,56 %          | 29,00 % | 21,06 % | 14,72 % | 14,26 %   | 4,55 %  | 7,73 %  | 8,68 %   |
| Westend                | 4.327             | 65,80 %          | 25,40 % | 16,31 % | 18,82 % | 20,95 %   | 4,01 %  | 5,79 %  | 8,72 %   |
| Walle                  | 5.290             | 63,44 %          | 26,41 % | 19,49 % | 17,55 % | 18,28 %   | 4,00 %  | 6,50 %  | 7,76 %   |
| Osterfeuerberg         | 3.420             | 64,39 %          | 26,33 % | 16,24 % | 17,14 % | 20,59 %   | 4,20 %  | 6,87 %  | 8,64 %   |
| Hohweg                 | 268               | 37,69 %          | 31,00 % | 17,47 % | 13,32 % | 9,83 %    | 5,02 %  | 11,57 % | 11,79 %  |
| Überseestadt           | 1.704             | 64,85 %          | 18,16 % | 37,76 % | 16,09 % | 6,45 %    | 11,76 % | 4,81 %  | 4,98 %   |
| Lindenhof              | 4.261             | 52,15 %          | 36,00 % | 18,88 % | 11,29 % | 14,09 %   | 2,71 %  | 8,33 %  | 8,74 %   |
| Gröpelingen            | 4.763             | 47,58 %          | 37,45 % | 17,94 % | 10,05 % | 11,93 %   | 3,97 %  | 9,74 %  | 8,90 %   |
| Ohlenhof               | 4.681             | 46,46 %          | 36,68 % | 20,33 % | 8,93 %  | 12,67 %   | 3,26 %  | 10,55 % | 7,59 %   |
| Oslebshausen           | 5.736             | 52,41 %          | 33,71 % | 23,64 % | 9,17 %  | 9,22 %    | 4,82 %  | 11,17 % | 8,28 %   |
| Burg-Grambke           | 4.911             | 62,35 %          | 28,52 % | 29,74 % | 10,89 % | 9,14 %    | 6,72 %  | 8,90 %  | 6,08 %   |
| Werderland             | 285               | 52,98 %          | 26,44 % | 29,91 % | 17,49 % | 6,94 %    | 2,94 %  | 8,01 %  | 8,29 %   |
| Burgdamm               | 7.292             | 53,14 %          | 31,10 % | 25,53 % | 10,69 % | 8,21 %    | 6,01 %  | 11,44 % | 7,04 %   |
| Lesum                  | 7.086             | 66,30 %          | 25,75 % | 30,90 % | 16,35 % | 7,92 %    | 6,78 %  | 6,38 %  | 5,92 %   |
| St. Magnus             | 4.852             | 72,96 %          | 20,85 % | 35,74 % | 16,69 % | 7,23 %    | 6,97 %  | 6,08 %  | 6,44 %   |
| Vegesack               | 4.875             | 61,97 %          | 26,55 % | 29,71 % | 15,79 % | 8,19 %    | 5,59 %  | 6,95 %  | 7,24 %   |
| Grohn                  | 3.298             | 62,40 %          | 27,32 % | 28,28 % | 13,97 % | 9,51 %    | 5,74 %  | 7,97 %  | 7,21 %   |
| Schönebeck             | 4.055             | 69,54 %          | 21,90 % | 33,64 % | 17,17 % | 8,76 %    | 5,64 %  | 6,66 %  | 6,23 %   |
| Aumund-Hammersbeck     | 5.483             | 60,20 %          | 29,16 % | 27,24 % | 12,52 % | 8,25 %    | 5,38 %  | 9,25 %  | 8,20 %   |
| Fähr-Lobbendorf        | 5.904             | 56,39 %          | 29,21 % | 27,58 % | 12,15 % | 8,05 %    | 5,10 %  | 9,51 %  | 8,39 %   |
| Blumenthal             | 6.018             | 53,56 %          | 29,13 % | 28,41 % | 10,13 % | 7,29 %    | 5,41 %  | 11,08 % | 8,55 %   |
| Rönnebeck              | 3.351             | 58,49 %          | 29,92 % | 29,59 % | 10,35 % | 6,20 %    | 4,78 %  | 11,13 % | 8,02 %   |
| Lüssum-Bockhorn        | 8.268             | 51,40 %          | 29,85 % | 26,06 % | 10,68 % | 6,93 %    | 5,79 %  | 12,40 % | 8,31 %   |
| Farge                  | 2.228             | 64,36 %          | 25,90 % | 31,74 % | 9,75 %  | 6,62 %    | 4,69 %  | 12,97 % | 8,34 %   |
| Rekum                  | 1.916             | 66,70 %          | 27,17 % | 34,27 % | 8,92 %  | 3,86 %    | 5,08 %  | 11,93 % | 8,75 %   |

### Stadt Bremerhaven nach Stadtgebieten
| Bürgerschaftswahl 2019 – Stadt Bremerhaven %403020100 24,99 (−8,97)23,09 (−0,79)16,62 (+5,45)9,07 (+4,10)8,49 (+1,45)7,4 (+0,93)5,77 (+0,29)2,17 (−0,29)2,4 (−0,35) SPDCDUGrüneAfDLinkeBIWFDPPiratenSonst.20152019 | Sitzverteilung des Wahlbereiches Stadt BremerhavenInsgesamt 15 Sitze - Linke: 1 - SPD: 4 - Grüne: 3 - FDP: 1 - CDU: 4 - BIW: 1 - AfD: 1 |

Im Folgenden sind die Ergebnisse nach Ortsteilen in Bremerhaven aufgeführt.
| Gebiet            | Wahl- berechtigte | Wahl beteiligung | SPD     | CDU     | Grüne   | Die Linke | FDP    | AfD     | BIW     | Sonstige |
| ----------------- | ----------------- | ---------------- | ------- | ------- | ------- | --------- | ------ | ------- | ------- | -------- |
| Stadt Bremerhaven | 81.372            | 52,55 %          | 24,99 % | 23,09 % | 16,62 % | 8,49 %    | 5,77 % | 9,07 %  | 7,40 %  | 4,57 %   |
| Weddewarden       | 429               | 65,03 %          | 18,19 % | 21,90 % | 21,08 % | 5,72 %    | 4,83 % | 9,06 %  | 16,56 % | 2,67 %   |
| Königsheide       | 4.411             | 61,28 %          | 27,25 % | 23,91 % | 16,26 % | 7,13 %    | 6,87 % | 8,76 %  | 6,75 %  | 3,08 %   |
| Fehrmoor          | 2.355             | 59,58 %          | 27,26 % | 23,52 % | 13,91 % | 7,21 %    | 6,57 % | 10,69 % | 7,19 %  | 3,66 %   |
| Leherheide-West   | 5.500             | 34,73 %          | 27,99 % | 22,26 % | 10,91 % | 6,97 %    | 3,43 % | 17,67 % | 6,27 %  | 4,51 %   |
| Speckenbüttel     | 2.629             | 73,79 %          | 21,01 % | 29,83 % | 18,23 % | 7,04 %    | 7,99 % | 6,56 %  | 6,73 %  | 2,60 %   |
| Eckernfeld        | 4.210             | 54,96 %          | 25,92 % | 20,50 % | 18,50 % | 8,43 %    | 5,23 % | 9,08 %  | 7,88 %  | 4,46 %   |
| Twischkamp        | 2.972             | 44,15 %          | 26,35 % | 15,65 % | 16,36 % | 9,89 %    | 2,93 % | 12,11 % | 9,62 %  | 7,08 %   |
| Goethestraße      | 3.728             | 38,41 %          | 21,66 % | 15,02 % | 20,31 % | 11,12 %   | 4,26 % | 12,04 % | 6,42 %  | 9,17 %   |
| Klushof           | 6.379             | 45,15 %          | 23,53 % | 18,85 % | 17,55 % | 10,79 %   | 4,39 % | 11,13 % | 7,15 %  | 6,60 %   |
| Schierholz        | 4.704             | 53,87 %          | 23,73 % | 26,06 % | 14,58 % | 6,98 %    | 5,12 % | 11,26 % | 8,59 %  | 3,68 %   |
| Buschkämpen       | 595               | 52,27 %          | 18,78 % | 19,80 % | 16,80 % | 8,16 %    | 4,76 % | 10,20 % | 16,94 % | 4,55 %   |
| Mitte-Süd         | 4.034             | 55,90 %          | 26,46 % | 25,24 % | 15,92 % | 9,14 %    | 6,86 % | 6,77 %  | 5,01 %  | 4,59 %   |
| Mitte-Nord        | 4.903             | 55,72 %          | 23,18 % | 17,45 % | 22,12 % | 12,92 %   | 5,16 % | 6,03 %  | 4,66 %  | 8,48 %   |
| Geestemünde-Nord  | 4.777             | 57,17 %          | 23,71 % | 24,44 % | 18,27 % | 8,13 %    | 6,85 % | 8,01 %  | 6,59 %  | 3,99 %   |
| Geestendorf       | 7.644             | 47,16 %          | 24,16 % | 20,94 % | 18,99 % | 9,68 %    | 5,90 % | 8,02 %  | 7,05 %  | 5,24 %   |
| Geestemünde-Süd   | 2.244             | 49,47 %          | 28,87 % | 20,65 % | 13,46 % | 8,84 %    | 4,25 % | 10,14 % | 9,32 %  | 4,47 %   |
| Bürgerpark        | 3.842             | 57,52 %          | 23,14 % | 29,97 % | 16,90 % | 7,96 %    | 7,09 % | 5,96 %  | 6,11 %  | 2,86 %   |
| Grünhöfe          | 3.592             | 44,07 %          | 25,16 % | 29,35 % | 11,57 % | 6,74 %    | 5,43 % | 9,11 %  | 8,56 %  | 4,09 %   |
| Schiffdorferdamm  | 2.131             | 66,35 %          | 24,62 % | 24,92 % | 17,90 % | 7,46 %    | 7,36 % | 7,71 %  | 7,31 %  | 2,74 %   |
| Surheide          | 2.368             | 66,05 %          | 29,98 % | 20,85 % | 15,85 % | 7,79 %    | 6,85 % | 7,40 %  | 7,39 %  | 3,89 %   |
| Dreibergen        | 3.777             | 50,36 %          | 25,95 % | 24,69 % | 13,39 % | 7,12 %    | 4,91 % | 10,59 % | 9,98 %  | 3,36 %   |
| Jedutenberg       | 4.148             | 63,48 %          | 26,39 % | 26,41 % | 14,21 % | 6,73 %    | 6,40 % | 7,33 %  | 9,62 %  | 2,90 %   |